# Balchrick
Balchrick (Schots-Gaelisch: Baile a' Chnuic) is een dorp in het noordwesten van de Schotse lieutenancy Sutherland in het raadsgebied Highland.